# Gravina (1881)
El Gravina fue un  crucero desprotegido de la Armada Española de la clase Velasco, que recibió su nombre en honor a Federico Gravina, militar y marino español.

## Características técnicas
El Gravina fue construido en Blackwall en el Reino Unido. Su quilla se puso en grada en 1881. Tenía un gran embudo y el casco de acero. Tanto este barco como el principal de su clase, el Velasco, también construido en el Reino Unido, eran algo más rápidos y fueron armados de forma diferente que los seis barcos finales de la clase, los cuales fueron construidos en España. 
De todos los buques de su clase sólo el Velasco y el Gravina montaban la máxima configuración en potencia de fuego, con tres cañones británicos Armstrong M1881 BL de 6" y dos del calibre 70 mm/12 González Hontoria, más pequeños y de fabricación española.

## Historial

### Hundimiento
Se hundió al tocar un bajío durante un tifón al norte de la Isla de Luzón, en aguas de la isla Fuga el 10 de julio de 1884 cuando se dirigía a Shanghái, con la pérdida de dos oficiales y siete tripulantes.